# White Haven (Pensilvania)
White Haven es un borough ubicado en el condado de Luzerne en el estado estadounidense de Pensilvania. En el año 2000 tenía una población de 1,182 habitantes y una densidad poblacional de 379 personas por km².

## Geografía
White Haven se encuentra ubicado en las coordenadas 41°3′34″N 75°46′34″O / 41.05944, -75.77611.

## Demografía
Según la Oficina del Censo en 2000 los ingresos medios por hogar en la localidad eran de $37,438 y los ingresos medios por familia eran $43,846. Los hombres tenían unos ingresos medios de $32,159 frente a los $27,386 para las mujeres. La renta per cápita para la localidad era de $18,768. Alrededor del 6.4% de la población estaba por debajo del umbral de pobreza.